# Hermine Frühwirth
Hermine Frühwirth, född 30 mars 1909 i Wien, död där 11 april 1991, var en österrikisk arkitekt.

## Biografi
Efter tiden vid gymnasium började hon studera arkitektur vid Wiens tekniska högskola (idag tekniska universitetet). Frühwirth fick 1933 sitt diplom och studerade sedan konsthistoria. Efter doktorsavhandlingen Wiener Profanbauten aus der Zeit Maria Theresias und Josefs II. tilldelades hon titeln doktor. Avhandlingen gav insyn i en epok där administrativa byggnader, hospital, skolor och fabriker uppfördes som innan var föga undersökt. Hon började i arkitekturbyrån Böck och hade projekt tillsammans med chefen samt egna projekt som främst hade privata uppdragsgivare. Frühwirth var länge aktiv för Österrikes post- och telegrafiförvaltning. Hon deltog i arkitekturtävlingar för renoveringen av en järnvägsstation samt för omgestaltningen av ett torg (Votivplatz) i Wien. I april 1968 publicerade hon en avhandling i samband med ett nytt frimärke som hedrade stadsplaneraren Camillo Sitte.

## Publikationer
Frühwirth utgav bland annat:
- Kitzbühel und sein Postamt. Sonderpostmarke zum „Tag der Briefmarke“, 1958
- Camillo Sitte, Architekt und Städtebauer 17. 4. 1843 – 16. 11. 1903, 1968, i samband med frimärket